# Чудля (река)
Чудля — река в России, протекает в Тосненском районе Ленинградской области. Исток реки — Пендиковское озеро. Устье реки находится в 69 км по левому берегу реки Тигода. Длина реки составляет 17 км, площадь водосборного бассейна 88,9 км².

## Данные водного реестра
По данным государственного водного реестра России относится к Балтийскому бассейновому округу, водохозяйственный участок реки — Волхов, речной подбассейн реки — Волхов. Относится к речному бассейну реки Нева (включая бассейны рек Онежского и Ладожского озера).
По данным геоинформационной системы водохозяйственного районирования территории РФ, подготовленной Федеральным агентством водных ресурсов:
- Код водного объекта в государственном водном реестре — 01040200612102000019223
- Код по гидрологической изученности (ГИ) — 102001922
- Код бассейна — 01.04.02.006
- Номер тома по ГИ — 2
- Выпуск по ГИ — 0